# ライアン・メイソン
ライアン・メイソン（Ryan Mason 1991年6月13日 - ）は、イングランド・ロンドン出身の元サッカー選手、サッカー指導者。元イングランド代表。現役時代のポジションはミッドフィールダー (CH)。

## クラブ経歴

### キャリア初期
トッテナム・ホットスパーFCの下部組織出身。ファンデ・ラモスからハリー・レドナップが監督に就任した2008年、UEFAカップのNECナイメヘン戦でトップチームデビュー、試合終盤の90分にデヴィッド・ベントリーに代わって交代出場、当時17歳ながらクリス・ガンター、ジョナサン・ウッドゲイト、ディディエ・ゾコラらとともにプレーした。

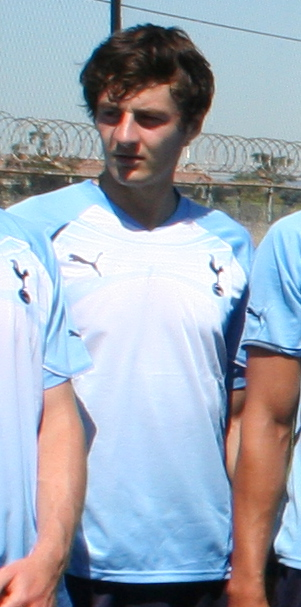
2010年のメイソン

アカデミー出身の他の若手選手たちが台頭し、トップチームの常時メンバー入りを果たす中、ヨーヴィル・タウンFC、ドンカスター・ローヴァーズFC、ミルウォールFC、フランスのFCロリアン、スウィンドン・タウンFCにレンタル移籍を繰り返していた。

### トッテナム復帰
2014-15シーズン、2014年9月24日に行われたフットボールリーグカップのノッティンガム・フォレスト戦に交代で出場すると、投入後まもなく30ヤードの距離から同点弾となるゴールを挙げ、3-1の逆転勝利へ貢献したことで、アーセナルFCとのノース・ロンドン・ダービーでプレミアリーグのスターティングメンバーに抜擢され、フル出場した。
プレミアリーグ第27節延期分クイーンズ・パーク・レンジャーズ戦では見事な縦パスでハリー・ケインの2点目をアシストした。

### キャリア晩年
2016年8月30日、ハル・シティAFCへ3年契約で移籍。移籍金はクラブレコードとなる1300万ポンド。
2017年1月22日のチェルシーFC戦でガリー・ケーヒルと接触し頭蓋骨を骨折した。完治後は復帰を目指していたが、2018年2月13日に医師の助言を受けて現役引退を表明した

## 代表経歴
2015年3月23日、負傷離脱したアダム・ララーナの代役として、UEFA EURO 2016予選と国際親善試合に向けてのイングランド代表メンバーに初招集された。

## 指導者経歴

### トッテナム・ホットスパー
2021年4月20日、前日に解任したジョゼ・モウリーニョの後任としてトッテナム・ホットスパーFC暫定監督に就任した。任期は2020-21シーズン終了まで。29歳での監督就任はプレミアリーグにおいて史上最年少。就任1戦目となった21日のサウサンプトンFC戦では、2-1で勝利をもたらした。
2023年1月26日、UEFA Proライセンスを取得。
2023年4月24日、解任されたクリスティアン・ステッリーニの後任としてトッテナム・ホットスパーFC暫定監督に就任した。
2023年6月27日、トッテナム監督に就任したアンジェ・ポステコグルーのアシスタントコーチに任命。

### ウェスト・ブロムウィッチ・アルビオン
2025年6月2日、3年契約でEFLチャンピオンシップのウェスト・ブロムウィッチ・アルビオンFC監督に就任。

## 個人成績

### クラブ
| シーズン                          | クラブ  | リーグ                   | リーグ | リーグ | カップ | カップ | リーグカップ | リーグカップ | その他 | その他 | 通算 | 通算 |
| シーズン                          | クラブ  | リーグ                   | 出場   | 得点   | 出場   | 得点   | 出場         | 得点         | 出場   | 得点   | 出場 | 得点 |
| --------------------------------- | ------- | ------------------------ | ------ | ------ | ------ | ------ | ------------ | ------------ | ------ | ------ | ---- | ---- |
| トッテナム・ホットスパー          | 2008–09 | プレミアリーグ           | 0      | 0      | 0      | 0      | 0            | 0            | 1      | 0      | 1    | 0    |
| トッテナム・ホットスパー          | 2009–10 | プレミアリーグ           | 0      | 0      | —      | —      | —            | —            | —      | —      | 0    | 0    |
| トッテナム・ホットスパー          | 2010–11 | プレミアリーグ           | 0      | 0      | 0      | 0      | —            | —            | 0      | 0      | 0    | 0    |
| トッテナム・ホットスパー          | 2011–12 | プレミアリーグ           | 0      | 0      | —      | —      | —            | —            | 0      | 0      | 0    | 0    |
| トッテナム・ホットスパー          | 2012–13 | プレミアリーグ           | 0      | 0      | 0      | 0      | 1            | 0            | 2      | 0      | 3    | 0    |
| トッテナム・ホットスパー          | 2014–15 | プレミアリーグ           | 31     | 1      | 0      | 0      | 4            | 1            | 2      | 0      | 37   | 2    |
| トッテナム・ホットスパー          | 2015–16 | プレミアリーグ           | 22     | 1      | 1      | 0      | 0            | 0            | 6      | 1      | 29   | 2    |
| トッテナム・ホットスパー          | 2016–17 | プレミアリーグ           | 0      | 0      | —      | —      | —            | —            | —      | —      | 0    | 0    |
| トッテナム・ホットスパー          | Total   | Total                    | 53     | 2      | 1      | 0      | 5            | 1            | 11     | 1      | 70   | 4    |
| ヨーヴィル・タウン (loan)         | 2009–10 | フットボールリーグ1      | 28     | 6      | 1      | 0      | —            | —            | 0      | 0      | 29   | 6    |
| ドンカスター・ローヴァーズ (loan) | 2010–11 | チャンピオンシップ       | 15     | 0      | —      | —      | —            | —            | —      | —      | 15   | 0    |
| ドンカスター・ローヴァーズ (loan) | 2011–12 | チャンピオンシップ       | 4      | 0      | —      | —      | 1            | 1            | —      | —      | 5    | 1    |
| ドンカスター・ローヴァーズ (loan) | Total   | Total                    | 19     | 0      | —      | —      | 1            | 1            | —      | —      | 20   | 1    |
| ミルウォール (loan)               | 2011–12 | チャンピオンシップ       | 5      | 0      | 1      | 0      | —            | —            | —      | —      | 6    | 0    |
| ロリアン (loan)                   | 2012–13 | リーグ・アン             | 0      | 0      | —      | —      | —            | —            | —      | —      | 0    | 0    |
| ロリアン B (loan)                 | 2012–13 | フランスアマチュア選手権 | 4      | 0      | —      | —      | —            | —            | —      | —      | 4    | 0    |
| スウィンドン・タウン (loan)       | 2013–14 | フットボールリーグ1      | 18     | 5      | 1      | 0      | 2            | 0            | 1      | 0      | 22   | 5    |
| ハル・シティ                      | 2016–17 | プレミアリーグ           | 16     | 1      | 1      | 0      | 3            | 1            | —      | —      | 20   | 2    |
| ハル・シティ                      | 2017–18 | チャンピオンシップ       | 0      | 0      | 0      | 0      | 0            | 0            | —      | —      | 0    | 0    |
| ハル・シティ                      | 通算    | 通算                     | 16     | 1      | 1      | 0      | 3            | 1            | —      | —      | 20   | 2    |
| 総通算                            | 総通算  | 総通算                   | 143    | 14     | 5      | 0      | 11           | 3            | 12     | 1      | 171  | 18   |

## 代表

### 試合数
| イングランド代表 | 国際Aマッチ | 国際Aマッチ |
| 年               | 出場        | 得点        |
| ---------------- | ----------- | ----------- |
| 2015             | 1           | 0           |
| 通算             | 1           | 0           |

## 監督成績
2021年5月23日現在
| クラブ     | 国               | 就任          | 退任          | 記録 | 記録 | 記録 | 記録 | 記録   |
| クラブ     | 国               | 就任          | 退任          | 試   | 勝   | 分   | 敗   | 勝率   |
| ---------- | ---------------- | ------------- | ------------- | ---- | ---- | ---- | ---- | ------ |
| トッテナム | イングランドの旗 | 2021年4月19日 | 2021年5月23日 | 7    | 4    | 0    | 3    | 057.14 |
| トッテナム | イングランドの旗 | 2023年4月24日 |               |      |      |      |      |        |
| 合計       | 合計             | 合計          | 合計          | 7    | 4    | 0    | 3    | 057.14 |